# Le Gâvre

Le Gâvre este o comună în departamentul Loire-Atlantique, Franța. În 2009 avea o populație de 1,471 de locuitori.